# Портрет пожилой женщины (картина Мемлинга)
«Портрет пожилой женщины» (нидерл. Portret van een oude vrouw, англ. Portrait of an Old Woman) — картина, написанная фламандским художником Хансом Мемлингом (Hans Memling, 1433/1435—1494) в 1468—1470 годах. На русский язык название картины иногда переводят как «Портрет старой женщины» или «Портрет старухи». Картина находится в постоянной экспозиции Хьюстонского музея изящных искусств (Museum of Fine Arts, Houston) как часть коллекции Эдит и Перси Штраусов (The Edith A. and Percy S. Straus Collection).

## История и описание

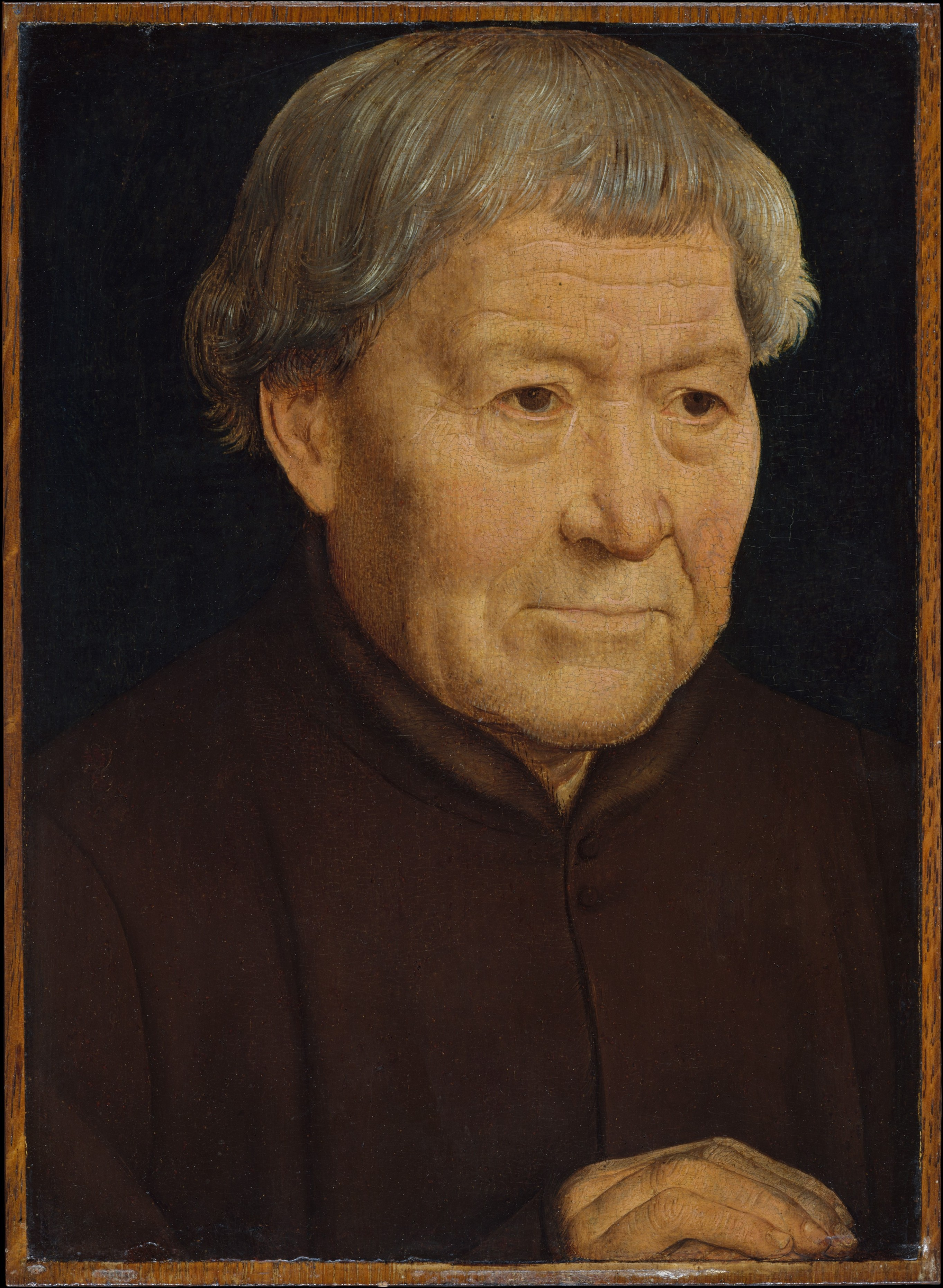
Портрет пожилого мужчины, Ханс Мемлинг

Считается, что этот портрет пожилой женщины составлял диптих с «Портретом пожилого мужчины» (предположительно, её мужа), который в настоящее время находится в коллекции музея Метрополитен в Нью-Йорке. Это предположение было впервые высказано искусствоведом Джеком Шрадером (Jack Schrader) в 1970 году.
Несмотря на небольшой размер картины (25,6 × 17,7 см), детали лица и головного убора женщины (по-видимому, принадлежащей к среднему классу) написаны очень тщательно, что было характерно для стиля Мемлинга, считающегося последователем Рогира ван дер Вейдена. Рентгеновский анализ показал, что ткань, покрывающая голову женщины, была добавлена художником позже — скорее всего, после смерти её мужа, так как такие головные уборы в то время носили вдовы.
Это не единственная картина художника с таким названием — также известна другая картина Мемлинга «Портрет пожилой женщины», написанная в 1470—1475 годах и хранящаяся в Лувре.